# 沖縄県道214号石垣空港線
沖縄県道214号石垣空港線（おきなわけんどう214ごう いしがきくうこうせん）は、沖縄県石垣市真栄里慶田山から真栄里東原の旧石垣空港跡を経て石垣空港に至る整備中の一般県道である。通称、アクセス道路。

## 概要
石垣市中心部と旧石垣空港を結ぶ路線であったが、2013年に開港した新石垣空港（現名称：石垣空港）へのアクセス改善のため、新空港まで路線が延伸されることになった。全線開通は、当初は2019年末を予定していたが、用地取得に時間を要したため、数度の変更を経て2027年度末を予定している。
沖縄県は2020年代に、国道390号の石垣バイパス現道や沖縄県道79号石垣港伊原間線、石垣市道横4号線のそれぞれ一部をこの路線に編入する予定である。

### 区間
- 起点：石垣市字真栄里慶田山（国道390号平得交差点）[5][6]
- 終点：石垣市字盛山（石垣空港）[6]
- 総延長：8.8 km[1]

なお、従来の沖縄県道214号石垣空港線の終点は石垣市字真栄里東原で、総延長は799 m（2009年・実延長も同じ）であった。

### 通過自治体
- 石垣市（石垣島）

### 交差する道路
- 国道390号（起点、平得交差点）

### 主要施設
- 沖縄県立八重山病院 - 旧石垣空港跡地に建設。
- 石垣市消防本部 - 同上。
- 石垣市庁舎 - 同上。2021年11月15日供用開始[7]。
- 石垣空港（終点）

## 歴史
- 1974年（昭和49年） - 県道として指定。[要出典]
- 2018年（平成30年）3月20日 - 平得交差点から市道タナドー線交差点前までの約1.8 kmを供用開始[8][9][10]。
- 2021年（令和3年）9月10日 - 市道宮良産業道路から新石垣空港前までの約2 kmを供用開始[11][2]。
- 2024年（令和6年）3月15日 - 市道宮良産業道路から市道新田線までの1.5 kmを供用開始[12]。